# Liurana
Liurana é um género de anfíbios da família Ceratobatrachidae. Está distribuído por China e Índia.

## Espécies
- Liurana alpina (Huang and Ye, 1997)
- Liurana himalayana Saikia and Sinha, 2019
- Liurana indica Saikia and Sinha, 2019
- Liurana medogensis Fei, Ye, and Huang, 1997
- Liurana minuta Saikia and Sinha, 2019
- Liurana vallecula Jiang, Wang, Wang, Li, and Che, 2019
- Liurana xizangensis (Hu, 1977)